# Pax Softnica
Pax Softnica (パックスソフトニカ?) è un'azienda giapponese produttrice di videogiochi. Fondata nell'agosto 1983, ha creato numerosi videogiochi per Nintendo tra cui EarthBound Beginnings e Wrecking Crew '98. Tra i giochi sviluppati dall'azienda figurano Volleyball, Mole Mania e Time Twist.